# Exercises in the Yokohama Dialect

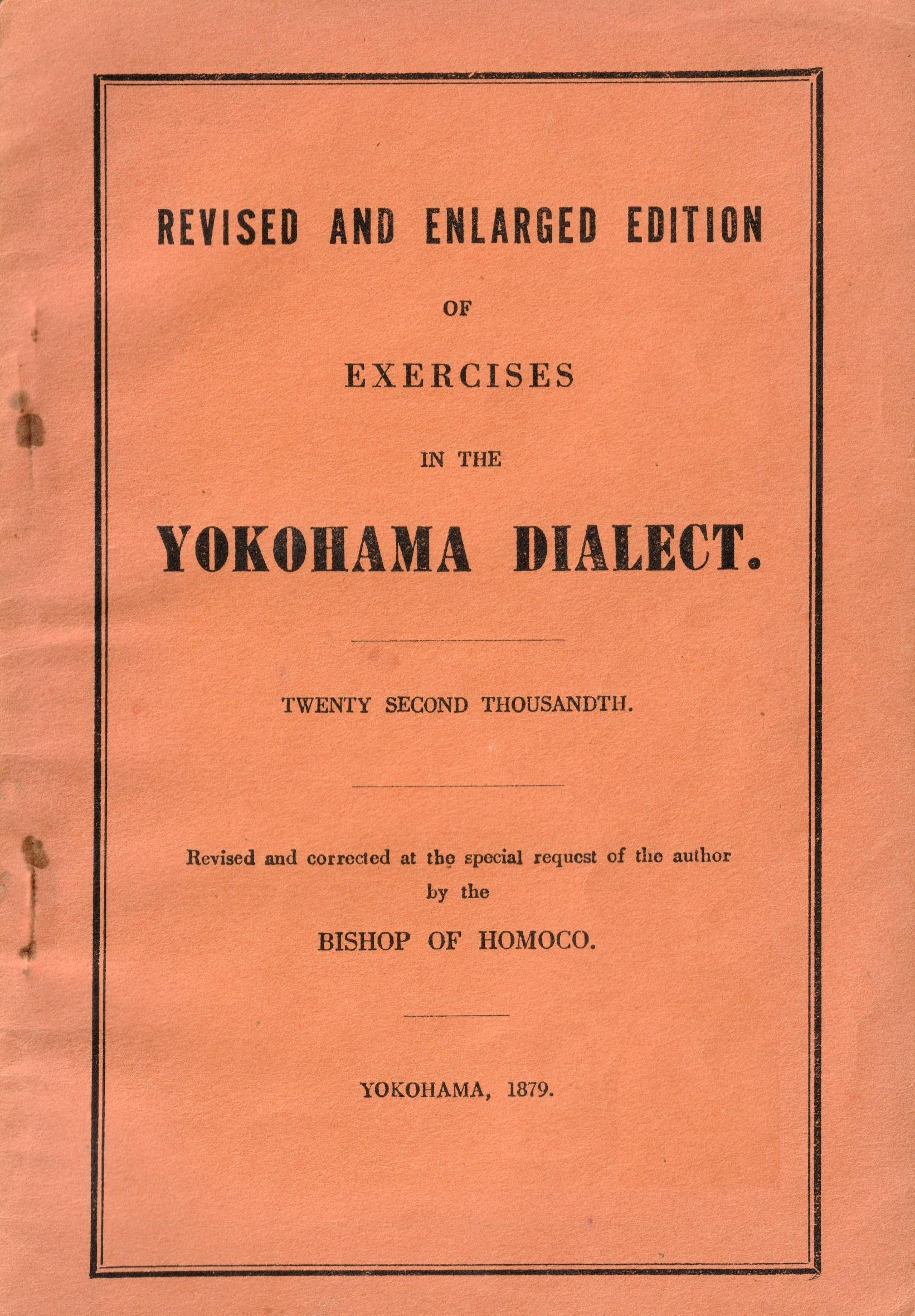

Exercises in the Yokohama Dialect war eine nicht ganz ernst gemeinte Anleitung, Japanisch für den Alltagsgebrauch in Japan zu erlernen. Verfasst von einem Unbekannten erschien das Heft mit 32 Seiten in der revidierten Fassung eines fiktiven „Bischof von Homoco“ mit einer fiktiver Auflage von 22000 im Jahr 1879. Das Heft gibt einen Einblick in die Wünsche ausländischer Globetrotter in den Jahren nach der vollständigen Landesöffnung 1871.

## Einleitung
Das Büchlein ist dem deutschen Sprach- und Religionswissenschaftler Friedrich Müller und einem John Grigor, Vertreter der Hongkong und Shanghai Banking Corporation, gewidmet. Es folgen
- ein Vorwort,
- Hinweise auf lobende Notizen in der örtlichen Presse zur 2. Ausgabe,
- ein Vorwort zur vorliegenden Ausgabe und wieder
- Hinweise auf lobende Notizen in der örtlichen Presse.

## Gliederung
Das Heft ist in fünf Lehrkapitel, einen Abschnitt mit Übersetzungs-Aufgaben in den Yokohama-Dialekt, einen Abschnitt mit Übersetzungs-Aufgaben ins Englische und in ein Schlusskapitel „Nankinized–Nippon“ gliedert. Im letzteren wird u. a. auf die sino-japanische Lesung, z. B. der Zahlen, eingegangen, was aber nicht ganz korrekt geschieht.
- Das 1. Kapitel beginnt damit, dass es für (Englisch) the, a an, some im Yokohama-Dialekt keine Entsprechungen existieren. „I“ (ich) wird mit Watarkshee, aber auch mit Watarkoosh' wiedergegeben. Dabei wird festgestellt, dass Letzteres nur von „Bergbaubesitzern oder Millionären“ gebraucht wird. Pferd wird zu „Mar“[A 1], Tee wird zu Oh char.
- Im 2. Kapitel werden u. a. die Zahlen (in Klammern die korrekte Wiedergabe, wobei das Schluss-u fast stimmlos ist) eingeführt: eins = stoats (hitotsu), zwei = stats (futatsu), drei =meats (mitsu), vier = yotes (yotsu), fünf = it suits (itsutsu), sechs = moots (mutsu) oder Row ku (roku), sieben = nannats (nanatsu) oder sitchi (shitchi), acht = yachts (yatsu), neun = cocoanuts (kokonotsu), zehn = toe (To), zwanzig = knee jew (nijū).
- Das 3. Kapitel gibt Kirche/Tempel  mit „Oh terror“ wieder, korrekt O-tera, und Priester mit „Tacksan hanash bosan“ (Takusan hanasu bosan) = „Viel redender Priester“ wieder. Brand wird mit  „Cad gee“ (Kaji) wiedergegeben.
- Das 4. Kapitel gibt Fahrzeug mit Kooromar (Kuruma) oder Bashaw (Basha) wieder, das von einem Mann gezogenen Gefährt mit „Gin Ricky-pshaw“ (Jinrikisha).
- Das 5. Kapitel ist als Zusammenfassung des Gelernten in Form eines Gesprächs eines ausländischen Kunden mit einem Verkäufer von japanischen Antiquitäten und Geschenken angelegt. Dabei wird in ironischer Form die weitschweifige Antwort des Verkäufers auf Englisch wiedergeben und auf Japanisch auf ihren Inhalt reduziert. So wird aus
  - „Excuse my plain speaking, I am not like other Japanese dealers, and have always made it a rule to ask only the price I will take for my goods. I have travelled in Christian countries and have learned to despise the double faced dealing of our country.“
  - „Watarkshee atchera kooni maru maru arimas. Japan otoko bakka, kono house stoats neigh dan backary hanash.” (Watakushi atchira kuni mairu mairu araimasu. Japan otoko bakka, kono house hitotsu nedan bakari hanasu. – Ich bin in Ihren Ländern umhergereist. Japaner sind verrückt, sie sprechen von zweierlei Preisen. Dieses Haus sagt nur einen Preis.“)

## Kommentar
Der Japankenner Lewis William Bush (1907–1987) geht in einem Beitrag für die Japan Times auf das Büchlein ein. Er schreibt, der japanische Gelehrte und Anglist Ichikawa Sanki (市河 三喜; 1886–1970) sei in einem Artikel in dem renommierten Monatsmagazin „Bungei Shunjū“ (文藝春秋) zum Schluss gekommen, dass der Verfasser ein gewisser Hoffmann Atkinson gewesen sein könnte, ein mit dem Japanisch vertrauter Angestellter der Firma Smith, Baker & Co. Bush hingegen meint, mit dem fiktiven Bischof von Homoco könnten die Missionare S. R. Brown oder Hepburn gemeint sein. Dr. Brown hatte 1863 eine „Grammar of Colloquial Japanese“ verfasst, die für viele Jahre Standard war. Hepburn hatte gerade sein Wörterbuch fertiggestellt. Vielleicht wollte der Autor dieses Heftes Japanisch-Lernende ein wenig auf den Arm nehmen.